# 具本茂
具本茂（韓語：구본무，1945年2月10日—2018年5月20日），韩国企业家，LG集团第3任会长，第2任会长具滋暻长子，创始人具仁会的长孙。
具本茂1975年进入LG集团，1995年接任LG集团会长之职。他在掌管LG期间一直奉行“正道经营”和“超一流LG”的经营理念，将LG集团从一个年销售额30万亿韩圆的内需公司发展成为年销售额160万亿韩圆的国际跨国公司。2015年，他亲自督办成立了“LG义士奖”旨在“报偿那些为了国家和社会正义而牺牲自己的义士”。:133
由于其子具元谟1994年因意外事故丧生，他在2004年将胞弟具本绫的长子具光谟收为养子，并将他定为LG集团第4代继承人。

## 生平
具本茂1945年2月10日出生于今韩国庆尚南道晋州市，是LG集团第2任会长具滋暻的长子，LG集团创始人具仁会的长孙。具本茂在延世大学商学院就读期间入伍服役，退伍后留学美国俄亥俄州愛許蘭大學，1975年获该校经营系学士学位，后又在克里夫兰州立大学攻读经营学硕士。:133
1972年，具本茂与韩国前保健社会部长官金太东的女儿金英植结婚。1975年，他进入乐喜化学工业社工作，1980年调入金星社。1983-1984年，他被派到日本分公司工作，1985年进入LG集团高级管理层。1995年，具滋暻退位后，他接任了LG集团会长之职。他上任后提出了“正道经营”和“超一流LG”的经营理念，制定了企业伦理规范，并提出“飞跃（LEAP）2005”的远景规划:133。在他担任LG集团会长期间，LG集团从一个年销售额30万亿韩圆的内需公司发展成为年销售额160万亿韩圆的跨国公司，海外销售比例从30%提高到70%。
2018年5月20日，具本茂因腦腫瘤在首爾特別市鐘路區病逝，享壽73歲。依照他生前遗愿，其家属为其举行了简朴的树葬，骨灰撒向树根。前联合国秘书长潘基文、三星电子副董事长李在镕、现代汽车副会长郑义宣、锦湖韩亚集团董事长朴三求、科隆集团董事长李雄烈、晓星集团董事长赵显俊等韩国政商各界人士纷纷前往悼念。韩国总统文在寅、国会议长丁世均、国务总理李洛渊送了花圈。文在寅总统通过前往灵堂吊唁的青瓦台政策室长张夏成称：“一个真正值得尊敬的卓越商界大人物就这么去了，事情太过突然，令人更觉遗憾”。

## 家庭
- 夫人：金英植[1]
  - 儿子：具元谟（1994年因意外事故丧生）[3]
  - 养子：具光谟（朝鲜语：구광모）（具本茂胞弟具本綾長子，2009年結婚，育有一子一女）
  - 女儿：具妍京[1]
  - 女儿：具妍秀[1]